# Roberto Medina
Roberto Medina (Rio de Janeiro, 21 de agosto de 1947) é um publicitário e empresário brasileiro.
Roberto Medina é filho do também empresário Abraham Medina. O empresário é um judeu sefardita.

## Carreira
Fez sucesso na década de 1980. A agência Artplan, da qual é proprietário, se tornou uma das maiores do Brasil criando campanhas marcantes, como a feita para a Caixa Econômica Federal, na qual lançou o ator Luís Fernando Guimarães e o slogan "Vem pra Caixa você também!" (usado até o momento), criado pelo publicitário Nizan Guanaes.
Em 1980, conseguiu promover um show histórico de Frank Sinatra no Maracanã, que chegou a reunir 175.000 pessoas e entrar para o livro dos recordes.
Também é o responsável pela idealização e produção do Rock in Rio, um dos maiores festivais de música no mundo. Na primeira edição do evento, em 1985, afirmou ter perdido 8 milhões de dólares.
Em 1990, passou dezesseis dias em um cativeiro, em poder de sequestradores. Foi sequestrado na noite de 6 de junho quando saía de sua agência de publicidade. O traficante Maurinho Branco o libertou no início da noite de 21 de junho de 1990. A família pagou um resgate de US$ 2,5 milhões. Menos de dois meses depois de encerrado o sequestro, Maurinho Branco foi morto a tiros por policiais federais no Centro do Rio.
Em 2021, anuncia a criação do "The Town", megafestival de música que vai acontecer em setembro de 2023, no Autódromo de Interlagos, em São Paulo.
Em 2022, criou o espetáculo musical “Uirapuru”, com direção musical de Zé Ricardo e produção de Charles Möeller e Claudio Botelho, para a edição daquele ano do Rock in Rio.